# Angelina Jolie
Angelina Jolie, rođena Angelina Jolie Voight (Los Angeles, Kalifornija, 4. lipnja 1975.), američka filmska glumica. Dobitnica je tri Zlatna globusa i Oskara za najbolju sporednu ulogu.
Godine 2006. izabrana je za "najzgodnije slavno tijelo" u izboru E! Television i najljepšu ženu u izboru časopisa "People". Redovito je visoko rangirana na takvim izborima.
UNHCR-ova je veleposlanica dobre volje. S bivšim suprugom Brad Pittom ima troje biološke i troje usvojene djece.

## Životopis

### Obitelj i rana karijera
Rođena je u Los Angelesu, u glumačkoj obitelji. Otac joj je glumac Jon Voight, poznat po filmovima Ponoćni kauboj (1969.) i Povratak veterana (1978.) za kojeg je dobio Oscara, a majka Marcheline Bertrand, bivša manekenka i glumica. Njeni roditelji su se razveli kada je Angelina imala godinu dana. Živjela je s majkom i starijim bratom James Heavenom u New Yorku gdje je s jedanaest pohađala Lee Strasberg Theater Institute. Filmski debut imala je 1982. godine u nezapaženom filmu Lookin to Get Out.

### Filmski počeci
Sa šestnaest godina počela je živjeti sama. Radila je kao model i često se pojavljivala u glazbenim spotovima (Rolling Stones,The Lemonheads, Lenny Kravitz...) i putovala u London, New York i Los Angeles. Kada se preselila u Los Angeles, glumila je u nekoliko studentskih filmova svoga brata i Met Theatru uz Ed Harrisa i Holly Hunter.
Film  Hackers (1995.) donio joj je prvu glavnu ulogu, pohvale glumačkom umijeću i Jonny Lee Millera s kojim se vjenčala u nekonvencionalnoj vjenčanici sastavljenoj od crnih kožnih hlača i bijele majice na kojoj je vlastitom krvlju bilo ispisano Millerovo ime. Par se razdvojio godinu kasnije, a rastavio 1999. godine.

### Put do zvijezda
Nekoliko sljedećih godina Angelina Jolie je glumila u više TV-serija od kojih je za ulogu u filmu George Wallace (1997.) dobila Zlatni globus za najbolju sporednu ulogu, a za ulogu divlje i lijepe Gie Carangi, poznate svjetske manekenke i heroinske ovisnice, u filmu Gia iz 1998., dobila je Zlatni globus za najbolju žensku glavnu ulogu.
Na velikom ekranu nije imala toliko uspjeha, ali to se promijenilo 1999. kada se pojavila u filmu Kontrolori leta uz Johna Cusacka, Billy Bob Thorntona i Cate Blanchett, u filmu Sakupljač kostiju uz Denzela Washingtona i u Prekinutoj mladosti u kojem je, glumeći karizmatičnu sociopatsku cimericu Winoni Ryder, dobila treći Zlatni globus i Oscara za najbolju sporednu glumicu.
Za vrijeme snimanja filma Kontrolori leta Angelina Jolie i Billy Bob Thornton ludo su se zaljubili i vjenčali 2000. u Las Vegasu; ona drugi, a on peti put. 
Kraj braka došao je kada se Angelina odlučila usvojiti dijete zajedno s Billyem. No on se odjednom predomislio i odlučio se posvetiti glazbi i karijeri i ostaviti ju. Angelina je, ipak usvojila Maddoxa, dječaka iz Kambodže i odgajala ga uz pomoć majke. Konačni razvod s Billyjem uslijedio je 2002.
Godine 2001. Angelina Jolie je proglašena UN-ovom veleposlanicom dobre volje pa je često obilazila izbjegličke kampove u kriznim i ratom opustošenim područjima Pakistana, Tanzanije, Sierra Leonea. Često sudjeluje i podržava njihove akcije.
Uloge u akcijskim spektaklima obilježile su početak novog tisućljeća. Snimila je, s Nicolasom Cageom adrenalinski akcić Nestali u 60 sekundi (2000.), oživotvorila lik Lare Croft iz videoigre u filmu Lara Croft: Tomb Rider (2001.) i nastavku Lara Croft Tomb Rider: Kolijevka života (2003.). Nedugo zatim glumila je u filmu "Aleksandar Veliki" (2004.), a potom slijedi snimanje filma Gospodin i gospođa Smith, za snimanja kojeg upoznaje budućeg supruga Brada Pitta.
Par se zbližio već na snimanju filma, pa je Brad Pitt podnio zahtjev za rastavu od "Američke ljubimice" Jennifer Aniston. Uskoro potom, Angeline i Brad su javno priznali i potvrdili svoju vezu i krenuli posvojiti djevojčicu iz Afrike, Zaharu, da bi potom dobili i svoje prvo biološko dijete, Shiloh Nouvel rođenu u Keniji. Kasnije su posvojili malenog Vijetnamca kojem su dali ime Pax.

## Filmografija
| Godina | Film                                     | Uloga                   | Bilješke                                                                                            |
| ------ | ---------------------------------------- | ----------------------- | --------------------------------------------------------------------------------------------------- |
| 1993.  | Cyborg 2                                 | Casella "Cash" Reese    | |
| 1995.  | Without Evidence                         | Jodie Swearingen        | |
| 1995.  | Hakeri                                   | Kate "Acid Burn" Libby  | |
| 1996.  | Mojave Moon                              | Eleanor "Elie" Rigby    | |
| 1996.  | Love Is All There Is                     | Gina Malacici           | |
| 1996.  | Foxfire                                  | Margret "Legs" Sadovsky | |
| 1997.  | George Wallace (TV)                      | Cornelia Wallace        | Zlatni globus za najbolju sporednu glumicu                                                          |
| 1997.  | Izigravajući Boga                        | Claire                  | |
| 1998.  | Gia (TV)                                 | Gia Marie Carangi       | Zlatni globus                                                                                       |
| 1998.  | Hell's Kitchen                           | Gloria McNeary          | |
| 1998.  | Ljubavne igre                            | Joan                    | |
| 1998.  | Kontrolori leta                          | Mary Bell               | |
| 1998.  | Sakupljač kostiju                        | Amelia Donaghy          | |
| 1999.  | Prekinuta mladost                        | Lisa Rowe               | Dobitnica Oscara 1999. za najbolju žensku sporednu ulogu Zlatni globus za najbolju sporednu glumicu |
| 2000.  | Nestali u 60 sekundi                     | Sara 'Sway' Wayland     | |
| 2001.  | Lara Croft : Tomb Raider (2001)          | Lara Croft              | |
| 2001.  | Izvorni grijeh                           | Julia Russell           | |
| 2002.  | Life or Something Like It                | Lanie Kerrigan          | |
| 2003.  | Lara Croft Tomb Raider: Kolijevka života | Lara Croft              | |
| 2003.  | Beyond Borders                           | Sarah Jordan            | |
| 2004.  | Taking Lives                             | Illeana Scott           | |
| 2004.  | Shark Tale                               | Lola                    | glas (animirani film)                                                                               |
| 2004.  | Sky Captain and the World of Tomorrow    | Francesca "Franky" Cook | |
| 2004.  | The Fever                                | Revolutionary           | cameo uloga                                                                                         |
| 2004.  | Aleksandar Veliki                        | Olympia                 | |
| 2005.  | Gospodin i gospođa Smith                 | Jane Smith              | |
| 2006.  | The Good Shepherd                        | Clover/Margaret Russell | |
| 2007.  | A Mighty Heart                           | Mariane Pearl           | |
| 2007.  | Beowulf                                  | Grendelova majka        | |
| 2008.  | Wanted                                   | Fox                     | |
| 2008.  | Kung Fu Panda                            | Majstorica Tigrica      | glas (animirani film)                                                                               |
| 2008.  | The Changeling                           | Christine Collins       | |
| 2010.  | Salt                                     | Evelyn Salt             | |
| 2010.  | The Tourist                              | Elise Ward              | Nominated—Golden Globe Award for Best Actress – Motion Picture Musical or Comedy                    |
| 2011.  | Kung Fu Panda 2                          | Majstorica Tigrica      | glas                                                                                                |

## Tetovaže
Angelina je poznata po brojnim tetovažama koje je istetovirala po svom tijelu. Njene tetovaže uključuju japanski znak za smrt, dva crna šiljata indijanska simbola, zmaja i veliki crni križ.
Na unutrašnjem dijelu lijevog zapešća ima tetovirano slovo "H" kao podsjetnik na dvije bliske osobe; njenog brata Jamesa Havena i bivšeg dečka Timothyja Huttona. Nakon prekida s dečkom, slovo "H" je asocijacija samo na njenog brata.
Na lijevoj ruci ima ispisanu izreku Tennessee Williamsa, "A prayer for the wild at heart, kept in cages", dok joj je na stomaku tetovirana latinska fraza Quod me nutrit me destruit ("Što me hrani, to me ubija"). Osim toga, ima i tetovažu s koordinatama koja predstavlja mjesta rođenja svakog od njene djece. Koordinate Francuske je čak dvaput istetovirala (za Knoxa i Viv i one prekrivaju tetovažu s imenom bivšeg supruga, Billyja Bob Thortona.

## Kontroverze
Angelina je kao djevojčica željela biti, kada odraste, direktorica pogrebnog poduzeća ili mrtvačnice. Ima interes prema morbidnom, kao i fetišističku strast prema noževima. U djetinjstvu je imala zmije i guštere kao kućne ljubimce.
Osim što je glumila uloge lezbijki, Angelina je otvoreno priznala svoju biseksualnost, potvrdivši da jednako voli muškarce i žene. Jedna od njenih ljubavnica bila je njena kolegica iz filma Foxfire (1996.), Jenny Shimizu.
Godine 2000. pojavile su se glasine da je bila u incestuoznoj ljubavnoj vezi s bratom Jamesom Havenom, što je ona negirala.

## Vanjske poveznice
- Angelina Jolie u internetskoj bazi filmova IMDb-u (engl.)
- Angelina Jolie - Veleposlanica dobre volje
- angelinafans.com